# Juan Manuel de Cañas
Juan Manuel de Cañas-Trujillo y Sánchez de Madrid (n. Puerto de Santa María, España, 2 de julio de 1763 - m. posiblemente en León, Nicaragua, después de 1830) fue un militar español, gobernador interino de la Provincia de Costa Rica (1819-1820) y jefe político subalterno del Partido de Costa Rica (1820-1821).

Bandera del Imperio Español.

## Datos personales
Nació en El Puerto de Santa María, (Cádiz, España), el 2 de julio de 1763 y fue bautizado en la parroquia de los Milagros de esa ciudad el 4 de julio. Sus padres fueron don Nicolás Francisco de Cañas-Trujillo y García de Pastrana (nacido en 1735), regidor perpetuo del puerto de Santa María y capitán de milias navales y doña Magdalena Sánchez de Madrid y Bacaro, ambos nacidos en El Puerto de Santa María, que casaron el 4 de junio de 1758. Tanto por su línea paterna como por la materna descendía de prominentes familias hidalgas y su madre era sobrina del marqués de Casa Madrid 
En primeras nupcias casó en Nicaragua con Tomasa Avendaño (Bendaña) Zurita y Moscoso, nacida en León de Nicaragua (hija de Juan Antonio de Avendaño y Moscoso, casado con Josefa Jacinta de Zurita y Pasos, nacido en Granada, Nicaragua), ella falleció en San José, Costa Rica, el 24 de junio de 1810. De este matrimonio nacieron tres hijos: 
- Manuel Antonio, n. León, Nicaragua, ingreso a Costa Rica con apenas 5 años de edad, (casado en Costa Rica en 1814 con Ana Josefa Hidalgo Muñoz de la Trinidad, Costarricense).
- Juana Francisca María Dolores.
- José María Cañas-Trujillo y Avendaño (fallecido en 1797).

Casó en segundas nupcias en Maracaibo el 28 de abril de 1808 con doña María Rosa de Albuquerque y Sánchez, hija de don Francisco de Alburquerque, coronel de los reales ejércitos  y caballero de Calatrava y de doña Josefa Antonia Sánchez. Con hijas:
- Victoria
- Vitalia, n. Puerto Cabello, Venezuela 1810, m.Cádiz 1874, casada con Guillermo Sityar.
- Sabina
- Eloísa

Tuvo además cuatro hijos extramoniales con Feliciana Ramírez Pacheco (fallecida el 21 de febrero de 1806): María del Pilar (soltera) n. Costa Rica, José Nicolás (nacido en 1802, Costa Rica y que aún vivía en 1883, casado con Feliciana Alvarado y Velasco), José Manuel (n. 1803 Costa Rica -1886, casado en 1825 con Rita Alvarado) y Juan Francisco de la Rosa Cañas Ramírez (nacido en 1805 Costa Rica). De Nicolás queda copiosa descendencia en Costa Rica.  
Hijos de Manuel Antonio Cañas Avendaño (Bendaña) con Ana Josefa Hidalgo Muñoz de la Trinidad: 
- Juan José de los Dolores Cañas Hidalgo, nacido en San José, bautizado Parroquia Nuestra Señora del Carmen el 13 de marzo de 1816.
- María Ramona Máxima Cañas Hidalgo, nacida en San José, bautizada en Parroquia Nuestra Señora del Carmen el 18 de febrero de 1817.
- José María Calixto Cañas Hidalgo, nacido en San José el 14 de octubre de 1819.
- María de los Dolores Simona Cañas Hidalgo, bautizada en Cartago el 28 de febrero de 1821.
- Juan de la Rosa Cañas Hidalgo, bautizado en León en 1830, quien se radicó en Costa Rica, donde casó en 1857 y tuvo descendencia.
- Manuela Cañas Hidalgo, nacida en León (c.1839), Nicaragua, radicada en su país materno, Costa Rica, desde los 7 años de edad de acuerdo a declaración Jurada de su tía carnal Margarita Hidalgo Muñoz de la Trinidad, casada en la Parroquia de Nuestra Señora del Carmen, en San José, Costa Rica, el 26 de abril de 1868,[1] con Álvaro Contreras y Membreño, hondureño radicado en Costa Rica. Manuela Cañas Hidalgo, fue heredera del Presbítero Félix Hidalgo Muñoz de la Trinidad.[2]

La nuera de Juan Manuel, Ana Josefa Hidalgo, regresó a Costa Rica ya viuda con varios de sus hijos y murió en San José en 1847. Su nieta Rafaela Contreras y Cañas, hija de Álvaro Contreras y Manuela Cañas Hidalgo, fue la primera esposa del poeta nicaragüense Rubén Darío.

## Carrera militar
Sirvió en el batallón de infantería de Sevilla y posteriormente presentó servicios militares en Guatemala, San Salvador y Nicaragua. 
Se radicó en Costa Rica en 1795. Fue sargento mayor del Batallón Provincial y le correspondió dirigirlo durante su expedición a Nicaragua en 1812. Llegó a alcanzar el grado de Coronel.
El rey Fernando VII le concedió el título de caballero de la Orden de San Hermenegildo en 1819.

## Gobernador interino de Costa Rica
En junio de 1819, por muerte del gobernador Juan de Dios de Ayala y Toledo, asumió el mando militar de Costa Rica, y el 3 de diciembre de ese año la Real Audiencia de Guatemala lo nombró gobernador interino de la provincia. Se juramentó el 29 de ese mes en la ciudad de Cartago. Fue el último gobernador español de la provincia.

## Jefe  político subalterno de Costa Rica
En 1820, al pasar Costa Rica a ser nuevamente un partido de la Provincia de Nicaragua y Costa Rica, Cañas Trujillo pasó a ser su jefe político subalterno, subordinado al jefe político superior residente en León de Nicaragua, Miguel González Saravia y Colarte. Por dificultades con este presentó la renuncia el 17 de abril de 1821, pero siguió en funciones porque el alcalde primero de Cartago Santiago de Bonilla y Laya-Bolívar, a quien correspondía encargarse interinamente del cargo, se negó a asumirlo. 
Durante su administración se tuvo noticia en Costa Rica de la proclamación de la independencia de España por las autoridades superiores de León.

## Jefe político patriótico de Costa Rica
En la madrugada del 29 de octubre de 1821, ante la noticia de que en León se había proclamado el 11 de octubre la independencia absoluta de Nicaragua y Costa Rica, el cuartel de Cartago fue tomado por José Santos Lombardo y Alvarado, con lo cual se disipó la posibilidad de que Cañas-Trujillo intentase impedirla, y más bien le correspondió firmar el acta de independencia de Costa Rica suscrita en esa ciudad el mismo día.
Durante unos días conservó el ejercicio del mando político, con el título de jefe político patriótico, pero el 12 de noviembre de ese año dimitió y el poder fue asumido por la Junta de Legados de los Pueblos presidida por Nicolás Carrillo y Aguirre.

## Últimos años de su vida
Después de su renuncia, hubo rumores en Cartago en el sentido de que se proponía organizar un movimiento para volver a sujetar a Costa Rica al gobierno español, pero el 16 de noviembre de 1821 compareció ante la Junta de Legados para rechazar esas acusaciones. 
A principios de 1822 se trasladó a Nicaragua. Se hallaba residiendo en la ciudad de León en 1830, cuando apadrinó en el bautismo a su nieto Juan de la Rosa Cañas e Hidalgo. 